# Cúp bóng đá châu Á 2007 (vòng đấu loại trực tiếp)
Dưới đây là thông tin chi tiết của Vòng đấu loại trực tiếp - Cúp bóng đá châu Á 2007. Trận đầu tiên được đá ngày 21 tháng 7 năm 2007 và trận chung kết được đá vào ngày 29 tháng 7 năm 2007. Đội tuyển Iraq dành chức vô địch với tỉ số 1 - 0 trước Ả Rập Xê Út. Nếu sau hai hiệp chính kết quả hòa, hai đội sẽ thi đấu tiếp hai hiệp phụ. Nếu sau hai hiệp phụ vẫn hòa, hai đội sẽ thi đấu tiếp luân lưu 11m.

## Sơ đồ tóm tắt
|  | Tứ kết                    | Tứ kết              |                           |       | Bán kết       | Bán kết       |  |  | Chung kết | Chung kết |
|  |                           |                     |                           |       |               |               |  |  |           |           |
|  | 21 tháng 7 - Băng Cốc     |                     |                           |       |               |               |  |  |           |           |
|  |                           |                     |                           |       |               |               |  |  |           |           |
|  | Iraq                      | 2                   |                           |       |               |               |  |  |           |           |
|  | Iraq                      | 2                   | 25 tháng 7 - Kuala Lumpur |       |               |               |  |  |           |           |
|  | Việt Nam                  | 0                   |                           |       |               |               |  |  |           |           |
|  | Việt Nam                  | 0                   | Iraq (pen)                | 0 (4) |               |               |  |  |           |           |
|  | 22 tháng 7 - Kuala Lumpur |                     | Iraq (pen)                | 0 (4) |               |               |  |  |           |           |
|  |                           | Hàn Quốc            | 0 (3)                     |       |               |               |  |  |           |           |
|  | Iran                      | Hàn Quốc            | 0 (3)                     | 0 (2) |               |               |  |  |           |           |
|  | Iran                      |                     | 29 tháng 7 - Jakarta      | 0 (2) |               |               |  |  |           |           |
|  | Hàn Quốc (pen)            | 0 (4)               |                           |       |               |               |  |  |           |           |
|  | Hàn Quốc (pen)            | 0 (4)               | Iraq                      | 1     |               |               |  |  |           |           |
|  | 21 tháng 7 - Hà Nội       |                     | Iraq                      | 1     |               |               |  |  |           |           |
|  |                           | Ả Rập Xê Út         | 0                         |       |               |               |  |  |           |           |
|  | Nhật Bản (pen)            | Ả Rập Xê Út         | 0                         | 1(4)  |               |               |  |  |           |           |
|  | Nhật Bản (pen)            | 25 tháng 7 - Hà Nội |                           | 1(4)  |               |               |  |  |           |           |
|  | Úc                        | 1(3)                |                           |       |               |               |  |  |           |           |
|  | Úc                        | 1(3)                | Nhật Bản                  | 2     |               |               |  |  |           |           |
|  | 22 tháng 7 - Jakarta      |                     | Nhật Bản                  | 2     |               |               |  |  |           |           |
|  |                           | Ả Rập Xê Út         | 3                         |       | Tranh hạng ba | Tranh hạng ba |  |  |           |           |
|  | Ả Rập Xê Út               | Ả Rập Xê Út         | 3                         | 2     | Tranh hạng ba | Tranh hạng ba |  |  |           |           |
|  | Ả Rập Xê Út               |                     | 28 tháng 7 - Palembang    | 2     |               |               |  |  |           |           |
|  | Uzbekistan                | 1                   |                           |       |               |               |  |  |           |           |
|  | Uzbekistan                | 1                   | Hàn Quốc (pen)            | 0 (6) |               |               |  |  |           |           |
|  |                           |                     |                           |       |               |               |  |  |           |           |
|  | Nhật Bản                  | 0 (5)               |                           |       |               |               |  |  |           |           |
|  | Nhật Bản                  | 0 (5)               |                           |       |               |               |  |  |           |           |

## Tứ kết

### Nhật Bản v Úc
| Nhật Bản                                       | 1–1 (s.h.p.) | Úc                                       |
| ---------------------------------------------- | ------------ | ---------------------------------------- |
| Takahara 72'                                   | Chi tiết     | Aloisi 70'                               |
| Loạt sút luân lưu                              |              |                                          |
| Nakamura · Endō · Komano · Takahara · Nakazawa | 4–3          | Kewell · Neill · Cahill · Carle · Carney |

| Nhật Bản | Úc |

| GK                      | 1  | Kawaguchi Yoshikatsu (c) |     |      |
| RB                      | 21 | Kaji Akira               |     | 88'  |
| CB                      | 6  | Abe Yuki                 | 95' |      |
| CB                      | 22 | Nakazawa Yuji            |     |      |
| LB                      | 3  | Komano Yūichi            |     |      |
| CM                      | 13 | Suzuki Keita             |     |      |
| CM                      | 14 | Nakamura Kengo           |     | 115' |
| RW                      | 10 | Nakamura Shunsuke        |     |      |
| LW                      | 7  | Endō Yasuhito            |     |      |
| CF                      | 19 | Takahara Naohiro         |     |      |
| CF                      | 12 | Maki Seiichiro           |     | 102' |
| Vào thay người:         |    |                          |     |      |
| MF                      | 2  | Konno Yasuyuki           |     | 88'  |
| FW                      | 11 | Sato Hisato              |     | 102' |
| FW                      | 20 | Yano Kisho               |     | 115' |
| Huấn luyện viên trưởng: |    |                          |     |      |
| Ivica Osim              |    |                          |     |      |

| GK                      | 1  | Mark Schwarzer    |     |     |
| CB                      | 2  | Lucas Neill       |     |     |
| CB                      | 22 | Mark Milligan     |     |     |
| CB                      | 6  | Michael Beauchamp |     |     |
| DM                      | 5  | Jason Čulina      |     |     |
| DM                      | 13 | Vince Grella      | 75' |     |
| AM                      | 23 | Mark Bresciano    |     | 71' |
| RW                      | 7  | Brett Emerton     |     |     |
| LW                      | 20 | David Carney      | 81' |     |
| CF                      | 15 | John Aloisi       | 33' | 82' |
| CF                      | 9  | Mark Viduka (c)   |     | 61' |
| Vào thay người:         |    |                   |     |     |
| FW                      | 10 | Harry Kewell      | 65' | 61' |
| FW                      | 4  | Tim Cahill        |     | 71' |
| MF                      | 19 | Nick Carle        |     | 82' |
| Huấn luyện viên trưởng: |    |                   |     |     |
| Arnold Graham           |    |                   |     |     |

| Cầu thủ xuất sắc nhất trận Takahara Naohiro (Nhật Bản) Trợ lý trọng tài: Abdullah Salim Al-Amouri (Oman) Kadom Mohammad (Iraq) Trọng tài bàn: Abdulrahman Abdou (Qatar) |

### Iraq v Việt Nam
| Iraq            | 2–0      | Việt Nam |
| --------------- | -------- | -------- |
| Mahmoud 2', 65' | Chi tiết |          |

| Iraq | Việt Nam |

| GK                      | 22 | Noor Sabri             |  |     |
| RB                      | 2  | Jassim Mohammed Ghulam |  |     |
| CB                      | 3  | Bassim Abbas           |  |     |
| CB                      | 14 | Haidar Abdul-Amir      |  | 84' |
| LB                      | 15 | Ali Rehema             |  |     |
| CM                      | 5  | Nashat Akram           |  |     |
| CM                      | 19 | Haitham Kadhim         |  | 32' |
| AM                      | 13 | Karrar Jassim          |  | 66' |
| RW                      | 18 | Mahdi Karim            |  |     |
| LW                      | 11 | Hawar Mulla Mohammed   |  |     |
| CF                      | 10 | Younis Mahmoud (c)     |  |     |
| Vào thay người:         |    |                        |  |     |
| MF                      | 8  | Ahmad Abd Ali          |  | 32' |
| FW                      | 9  | Mohammad Nasser        |  | 66' |
| DF                      | 4  | Khaldoun Ibrahim       |  | 84' |
| Huấn luyện viên trưởng: |    |                        |  |     |
| Jorvan Vieira           |    |                        |  |     |

| GK                      | 22 | Dương Hồng Sơn         |     |     |
| RB                      | 16 | Huỳnh Quang Thanh      |     |     |
| CB                      | 7  | Vũ Như Thành           |     |     |
| CB                      | 3  | Nguyễn Huy Hoàng       |     | 83' |
| LB                      | 29 | Châu Phong Hòa         |     |     |
| CM                      | 12 | Nguyễn Minh Phương (c) |     |     |
| CM                      | 11 | Phùng Công Minh        | 27' | 46' |
| RW                      | 14 | Lê Tấn Tài             |     |     |
| LW                      | 17 | Nguyễn Vũ Phong        |     |     |
| CF                      | 9  | Lê Công Vinh           |     |     |
| CF                      | 21 | Nguyễn Anh Đức         |     | 70' |
| Vào thay người:         |    |                        |     |     |
| MF                      | 15 | Nguyễn Minh Chuyên     |     | 46' |
| FW                      | 18 | Phan Thanh Bình        |     | 70' |
| DF                      | 6  | Phạm Hùng Dũng         |     | 83' |
| Huấn luyện viên trưởng: |    |                        |     |     |
| Alfred Riedl            |    |                        |     |     |

| Cầu thủ xuất sắc nhất trận Younis Mahmoud (Iraq) Trợ lý trọng tài: Sagara Toru (Nhật Bản) Awni Hassouneh (Jordan) Trọng tài bàn: Eddy Maillet (Seychelles) |

### Iran v Hàn Quốc
| Iran                                   | 0–0 (s.h.p.) | Hàn Quốc                                                               |
| -------------------------------------- | ------------ | ---------------------------------------------------------------------- |
|                                        | Chi tiết     |                                                                        |
| Loạt sút luân lưu                      |              |                                                                        |
| Zandi · Mahdavikia · Enayati · Khatibi | 2–4          | Lee Chun-Soo · Kim Sang-Sik · Kim Do-Heon · Cho Jae-Jin · Kim Jung-Woo |

| Iran | Hàn Quốc |

| GK                      | 1  | Hassan Roudbarian    |     | 120' |
| DF                      | 5  | Rahman Rezaei        |     |      |
| DF                      | 12 | Jalal Hosseini       |     |      |
| DF                      | 20 | Mohammad Nosrati     |     |      |
| MF                      | 2  | Mehdi Mahdavikia (c) |     |      |
| MF                      | 4  | Andranik Teymourian  |     |      |
| MF                      | 6  | Javad Nekounam       |     |      |
| MF                      | 8  | Ali Karimi           |     |      |
| MF                      | 11 | Mehrzad Madanchi     | 27' | 62'  |
| FW                      | 9  | Vahid Hashemian      |     | 87'  |
| FW                      | 10 | Rasoul Khatibi       |     |      |
| Vào thay người:         |    |                      |     |      |
| MF                      | 7  | Ferydoon Zandi       |     | 62'  |
| FW                      | 16 | Reza Enayati         |     | 87'  |
| GK                      | 22 | Vahid Talebloo       |     | 120' |
| Huấn luyện viên trưởng: |    |                      |     |      |
| Amir Ghalenoei          |    |                      |     |      |

| GK                      | 1  | Lee Woon-Jae  |     |      |
| DF                      | 3  | Kim Jin-Kyu   |     |      |
| DF                      | 14 | Kim Sang-Sik  |     |      |
| DF                      | 15 | Kim Chi-Woo   |     |      |
| DF                      | 16 | Oh Beom-Seok  | 67' |      |
| DF                      | 22 | Kang Min-Soo  |     |      |
| MF                      | 17 | Kim Jung-Woo  |     |      |
| MF                      | 20 | Son Dae-Ho    |     | 106' |
| FW                      | 10 | Lee Chun-Soo  |     |      |
| FW                      | 12 | Lee Dong-Gook |     | 46'  |
| FW                      | 19 | Yeom Ki-Hun   |     | 78'  |
| Vào thay người:         |    |               |     |      |
| FW                      | 9  | Cho Jae-Jin   |     | 46'  |
| FW                      | 7  | Choi Sung-Kuk |     | 78'  |
| MF                      | 8  | Kim Do-Heon   |     | 106' |
| Huấn luyện viên trưởng: |    |               |     |      |
| Pim Verbeek             |    |               |     |      |

| Cầu thủ xuất sắc nhất trận Ferydoon Zandi (Iran) Trợ lý trọng tài: Mohammed Saeed (Maldives) Begench Allaberdiyev (Turkmenistan) Trọng tài bàn: Mark Shield (Úc) |

### Ả Rập Xê Út v Uzbekistan
| Ả Rập Xê Út                     | 2–1      | Uzbekistan  |
| ------------------------------- | -------- | ----------- |
| Y. Al-Qahtani 3' · Al-Mousa 75' | Chi tiết | Solomin 82' |

| Ả Rập Xê Út | Uzbekistan |

| GK                      | 1  | Yasser Al Mosailem     |     |     |
| DF                      | 3  | Osama Hawsawi          |     |     |
| DF                      | 7  | Kamel Al-Mousa         |     |     |
| DF                      | 15 | Ahmed Al-Bahri         |     |     |
| DF                      | 19 | Waleed Jahdali         | 62' |     |
| MF                      | 14 | Saud Khariri           | 60' | 89' |
| MF                      | 16 | Khaled Aziz            |     |     |
| MF                      | 18 | Abdulrahman Al-Qahtani | 38' | 63' |
| MF                      | 20 | Yasser Al-Qahtani (c)  | 44' | 90' |
| FW                      | 9  | Malek Mouath           |     |     |
| FW                      | 17 | Taisir Al-Jassim       |     |     |
| Vào thay người:         |    |                        |     |     |
| MF                      | 30 | Ahmed Al-Mousa         |     | 63' |
| MF                      | 6  | Omar Al-Ghamdi         |     | 89' |
| FW                      | 11 | Saad Al-Harthi         |     | 90' |
| Huấn luyện viên trưởng: |    |                        |     |     |
| Hélio dos Anjos         |    |                        |     |     |

| GK                      | 12 | Ignatiy Nesterov     |     |     |
| DF                      | 2  | Hayrulla Karimov     | 53' |     |
| DF                      | 4  | Aziz Ibrahimov       |     |     |
| DF                      | 17 | Aleksey Nikolayev    |     |     |
| DF                      | 23 | Vitaliy Denisov      | 52' |     |
| DF                      | 28 | Anvar Gafurov        | 35' | 46' |
| MF                      | 7  | Aziz Haydarov        |     | 78' |
| MF                      | 8  | Server Djeparov      |     |     |
| MF                      | 18 | Timur Kapadze        |     | 57' |
| MF                      | 19 | Islom Inomov         |     |     |
| FW                      | 16 | Maksim Shatskikh (c) | 53' |     |
| Vào thay người:         |    |                      |     |     |
| FW                      | 15 | Aleksandr Geynrikh   |     | 46' |
| MF                      | 26 | Victor Karpenko      |     | 57' |
| FW                      | 9  | Pavel Solomin        |     | 78' |
| Huấn luyện viên trưởng: |    |                      |     |     |
| Rauf Inileev            |    |                      |     |     |

| Cầu thủ xuất sắc nhất trận Ahmed Al-Mousa (Ả Rập Xê Út) Trợ lý trọng tài: Jeong Hae-Sang (Hàn Quốc) Tang Yew Mun (Singapore) Trọng tài bàn: Lee Gi-Young (Hàn Quốc) |

## Bán kết

### Iraq v Hàn Quốc
| Iraq                                                            | 0–0 (s.h.p.) | Hàn Quốc                                                                |
| --------------------------------------------------------------- | ------------ | ----------------------------------------------------------------------- |
|                                                                 | Chi tiết     |                                                                         |
| Loạt sút luân lưu                                               |              |                                                                         |
| Hawar Mohammed · Qusay Munir · Haidar Abdul-Amir · Ahmad Mnajed | 4–3          | Lee Chun-Soo · Lee Dong-Gook · Cho Jae-Jin · Yeom Ki-Hun · Kim Jung-Woo |

| Iraq | Hàn Quốc |

| GK                      | 22 | Noor Sabri             |      |      |
| DF                      | 2  | Jassim Mohammed Ghulam |      |      |
| DF                      | 3  | Bassim Abbas           | 59'  |      |
| DF                      | 14 | Haidar Abdul-Amir      |      |      |
| DF                      | 15 | Ali Rehema             |      |      |
| MF                      | 5  | Nashat Akram           | 109' |      |
| MF                      | 11 | Hawar Mulla Mohammed   |      |      |
| MF                      | 13 | Karrar Jassim          |      | 108' |
| MF                      | 18 | Mahdi Karim            |      |      |
| MF                      | 24 | Qusay Munir            |      |      |
| FW                      | 10 | Younis Mahmoud (c)     |      |      |
| Vào thay người:         |    |                        |      |      |
| FW                      | 16 | Ahmad Mnajed           |      | 108' |
| Huấn luyện viên trưởng: |    |                        |      |      |
| Jorvan Vieira           |    |                        |      |      |

| GK                      | 1  | Lee Woon-Jae (c) |  |      |
| DF                      | 3  | Kim Jin-Kyu      |  |      |
| DF                      | 14 | Kim Sang-Sik     |  | 58'  |
| DF                      | 15 | Kim Chi-Woo      |  |      |
| DF                      | 16 | Oh Beom-Seok     |  |      |
| DF                      | 22 | Kang Min-Soo     |  |      |
| MF                      | 20 | Son Dae-Ho       |  | 106' |
| FW                      | 7  | Choi Sung-Kuk    |  | 87'  |
| FW                      | 9  | Cho Jae-Jin      |  |      |
| FW                      | 10 | Lee Chun-Soo     |  |      |
| FW                      | 19 | Yeom Ki-Hun      |  |      |
| Vào thay người:         |    |                  |  |      |
| MF                      | 17 | Kim Jung-Woo     |  | 58'  |
| FW                      | 12 | Lee Dong-Gook    |  | 87'  |
| MF                      | 27 | Oh Jang-Eun      |  | 106' |
| Huấn luyện viên trưởng: |    |                  |  |      |
| Pim Verbeek             |    |                  |  |      |

| Cầu thủ xuất sắc nhất trận Lee Chun-Soo (Hàn Quốc) Trợ lý trọng tài: Saleh Hassan Al Marzouqi (UAE) Poon Ming Fai (Hồng Kông) Trọng tài bàn: Ali Al-Badwawi (UAE) |

### Nhật Bản v Ả Rập Xê Út
| Nhật Bản               | 2–3      | Ả Rập Xê Út                         |
| ---------------------- | -------- | ----------------------------------- |
| Nakazawa 37' · Abe 53' | Chi tiết | Y. Al-Qahtani 35' · Mouath 47', 57' |

| Nhật Bản | Ả Rập Xê Út |

| GK                      | 1  | Kawaguchi Yoshikatsu (c) |     |     |
| DF                      | 3  | Komano Yūichi            |     |     |
| DF                      | 21 | Kaji Akira               |     |     |
| DF                      | 22 | Nakazawa Yuji            |     |     |
| MF                      | 6  | Abe Yuki                 |     |     |
| MF                      | 7  | Endō Yasuhito            |     | 75' |
| MF                      | 10 | Nakamura Shunsuke        |     |     |
| MF                      | 13 | Suzuki Keita             |     |     |
| MF                      | 14 | Nakamura Kengo           |     | 87' |
| FW                      | 12 | Maki Seiichiro           |     | 68' |
| FW                      | 19 | Takahara Naohiro         | 69' |     |
| Vào thay người:         |    |                          |     |     |
| MF                      | 8  | Hanyu Naotake            |     | 75' |
| FW                      | 11 | Sato Hisato              |     | 68' |
| FW                      | 20 | Yano Kisho               |     | 87' |
| Huấn luyện viên trưởng: |    |                          |     |     |
| Ivica Osim              |    |                          |     |     |

| GK                      | 1  | Yasser Al Mosailem     |  |     |
| DF                      | 3  | Osama Hawsawi          |  |     |
| DF                      | 7  | Kamel Al-Mousa         |  |     |
| DF                      | 15 | Ahmed Al-Bahri         |  |     |
| DF                      | 19 | Walid Jahdali          |  | 77' |
| MF                      | 14 | Saud Kariri            |  | 86' |
| MF                      | 16 | Khaled Aziz            |  |     |
| MF                      | 18 | Abdulrahman Al-Qahtani |  | 60' |
| MF                      | 20 | Yasser Al-Qahtani (c)  |  |     |
| FW                      | 9  | Malek Mouath           |  |     |
| FW                      | 17 | Taisir Al-Jassim       |  |     |
| Vào thay người:         |    |                        |  |     |
| MF                      | 30 | Ahmed Al-Mousa         |  | 60' |
| DF                      | 25 | Redha Tukar            |  | 77' |
| MF                      | 6  | Omar Al-Ghamdi         |  | 86' |
| Huấn luyện viên trưởng: |    |                        |  |     |
| Hélio dos Anjos         |    |                        |  |     |

| Cầu thủ xuất sắc nhất trận Malek Mouath (Ả Rập Xê Út) Trợ lý trọng tài: Mohamed Saeed (Maldives) Begench Allaberdiyev (Turkmenistan) Trọng tài bàn: Abdulrahman Abdou (Qatar) |

## Tranh hạng ba
| Hàn Quốc                                                                       | 0–0 (s.h.p.) | Nhật Bản                                             |
| ------------------------------------------------------------------------------ | ------------ | ---------------------------------------------------- |
|                                                                                | Chi tiết     |                                                      |
| Loạt sút luân lưu                                                              |              |                                                      |
| Cho Jae-Jin · Oh Beom-Seok · Lee Chun-Soo · Lee Ho · Kim Jin-Kyu · Kim Chi-Woo | 6–5          | S. Nakamura · Endō · Abe · Komano · Nakazawa · Hanyu |

| Hàn Quốc | Nhật Bản |

| GK                      | 1  | Lee Woon-Jae (c) |        |     |
| DF                      | 3  | Kim Jin-Kyu      | 36'    |     |
| DF                      | 15 | Kim Chi-Woo      |        |     |
| DF                      | 16 | Oh Beom-Seok     |        |     |
| DF                      | 22 | Kang Min-Soo     | 9' 56' |     |
| MF                      | 8  | Kim Do-Heon      |        | 65' |
| MF                      | 17 | Kim Jung-Woo     |        |     |
| MF                      | 27 | Oh Jang-Eun      |        | 86' |
| FW                      | 9  | Cho Jae-Jin      | 87'    |     |
| FW                      | 10 | Lee Chun-Soo     |        |     |
| FW                      | 19 | Yeom Ki-Hun      |        | 39' |
| Vào thay người:         |    |                  |        |     |
| FW                      | 11 | Lee Keun-Ho      |        | 39' |
| DF                      | 13 | Kim Chi-Gon      |        | 65' |
| MF                      | 6  | Lee Ho           |        | 86' |
| Huấn luyện viên trưởng: |    |                  |        |     |
| Pim Verbeek             |    |                  |        |     |

| GK                      | 1  | Kawaguchi Yoshikatsu (c) |      |     |
| DF                      | 3  | Komano Yūichi            |      |     |
| DF                      | 21 | Kaji Akira               | 106' |     |
| DF                      | 22 | Nakazawa Yuji            |      |     |
| MF                      | 6  | Abe Yuki                 |      |     |
| MF                      | 7  | Endo Yasuhito            |      |     |
| MF                      | 9  | Yamagishi Satoru         |      | 78' |
| MF                      | 10 | Nakamura Shunsuke        |      |     |
| MF                      | 13 | Suzuki Keita             |      |     |
| MF                      | 14 | Nakamura Kengo           |      | 72' |
| FW                      | 19 | Takahara Naohiro         |      |     |
| Vào thay người:         |    |                          |      |     |
| MF                      | 8  | Hanyu Naotake            |      | 72' |
| FW                      | 11 | Sato Hisato              |      | 78' |
| Huấn luyện viên trưởng: |    |                          |      |     |
| Ivica Osim              |    |                          |      |     |

| Cầu thủ xuất sắc nhất trận Cho Jae-Jin (Hàn Quốc) Trợ lý trọng tài: Saleh Al Marzouqi (UAE) Abdullah Al Amouri (Oman) Trọng tài bàn: Abdulrahman Abdou (Qatar) |

## Chung kết
| Iraq        | 1–0      | Ả Rập Xê Út |
| ----------- | -------- | ----------- |
| Mahmoud 72' | Chi tiết |             |

| Iraq | Ả Rập Xê Út |

| GK                      | 22 | Noor Sabri             |     |     |
| DF                      | 2  | Jassim Mohammed Ghulam |     |     |
| DF                      | 3  | Bassim Abbas           |     | 89' |
| MF                      | 5  | Nashat Akram           |     |     |
| FW                      | 10 | Younis Mahmoud (c)     | 38' |     |
| MF                      | 11 | Hawar Mulla Mohammed   |     |     |
| MF                      | 13 | Karrar Jassim          | 24' | 83' |
| DF                      | 14 | Haidar Abdul-Amir      |     |     |
| DF                      | 15 | Ali Rehema             | 75' |     |
| MF                      | 18 | Mahdi Karim            |     | 90' |
| MF                      | 24 | Qusay Munir            | 9'  |     |
| Vào thay người:         |    |                        |     |     |
| FW                      | 16 | Ahmad Mnajed           |     | 83' |
| MF                      | 7  | Ali Abbas              |     | 89' |
| MF                      | 8  | Ahmad Abd Ali          |     | 90' |
| Huấn luyện viên trưởng: |    |                        |     |     |
| Jorvan Vieira           |    |                        |     |     |

| GK                      | 1  | Yasser Al Mosailem     | 43' |     |
| DF                      | 3  | Osama Hawsawi          |     |     |
| DF                      | 7  | Kamel Al-Mousa         |     |     |
| FW                      | 9  | Malek Mouath           |     |     |
| MF                      | 14 | Saud Khariri           | 15' |     |
| DF                      | 15 | Ahmed Al-Bahri         |     | 84' |
| MF                      | 16 | Khaled Aziz            |     |     |
| FW                      | 17 | Taisir Al-Jassim       |     | 76' |
| MF                      | 18 | Abdulrahman Al-Qahtani |     | 46' |
| DF                      | 19 | Waleed Jahdali         | 38' |     |
| MF                      | 20 | Yasser Al-Qahtani (c)  |     |     |
| Vào thay người:         |    |                        |     |     |
| MF                      | 30 | Ahmed Al-Mousa         |     | 46' |
| MF                      | 28 | Abdoh Otaif            |     | 76' |
| FW                      | 11 | Saad Al-Harthi         |     | 84' |
| Huấn luyện viên trưởng: |    |                        |     |     |
| Hélio dos Anjos         |    |                        |     |     |

| Cầu thủ xuất sắc nhất trận: Younis Mahmoud (Iraq) Trợ lý trọng tài: Begench Allaberdiyev (Turkmenistan) Mohamed Saeed (Maldives) Trọng tài bàn: Saad Kamil Al-Fadhli (Kuwait) |